# Празеодиминдий
Празеодиминдий — бинарное неорганическое соединение
индия и празеодима
с формулой InPr,
кристаллы.

## Получение
- Сплавление стехиометрических количеств чистых веществ:

{\displaystyle {\mathsf {In+Pr\ {\xrightarrow {1186^{o}C}}\ InPr}}}

## Физические свойства
Празеодиминдий образует кристаллы (высокотемпературная модификация)
кубической сингонии,
пространственная группа P m3m,
параметры ячейки a = 0,3955 нм, Z = 1,
структура типа хлорида цезия CsCl
.
Соединение конгруэнтно плавится при температуре 1186°С.
При температуре 1091°С в соединении происходит фазовый переход.
В более поздних работах  утверждается, что соединение обогащено празеодимом до 54 ат.% 
и конгруэнтно плавится при температуре 1170°С.